# Arbetarrörelsen i Sverige

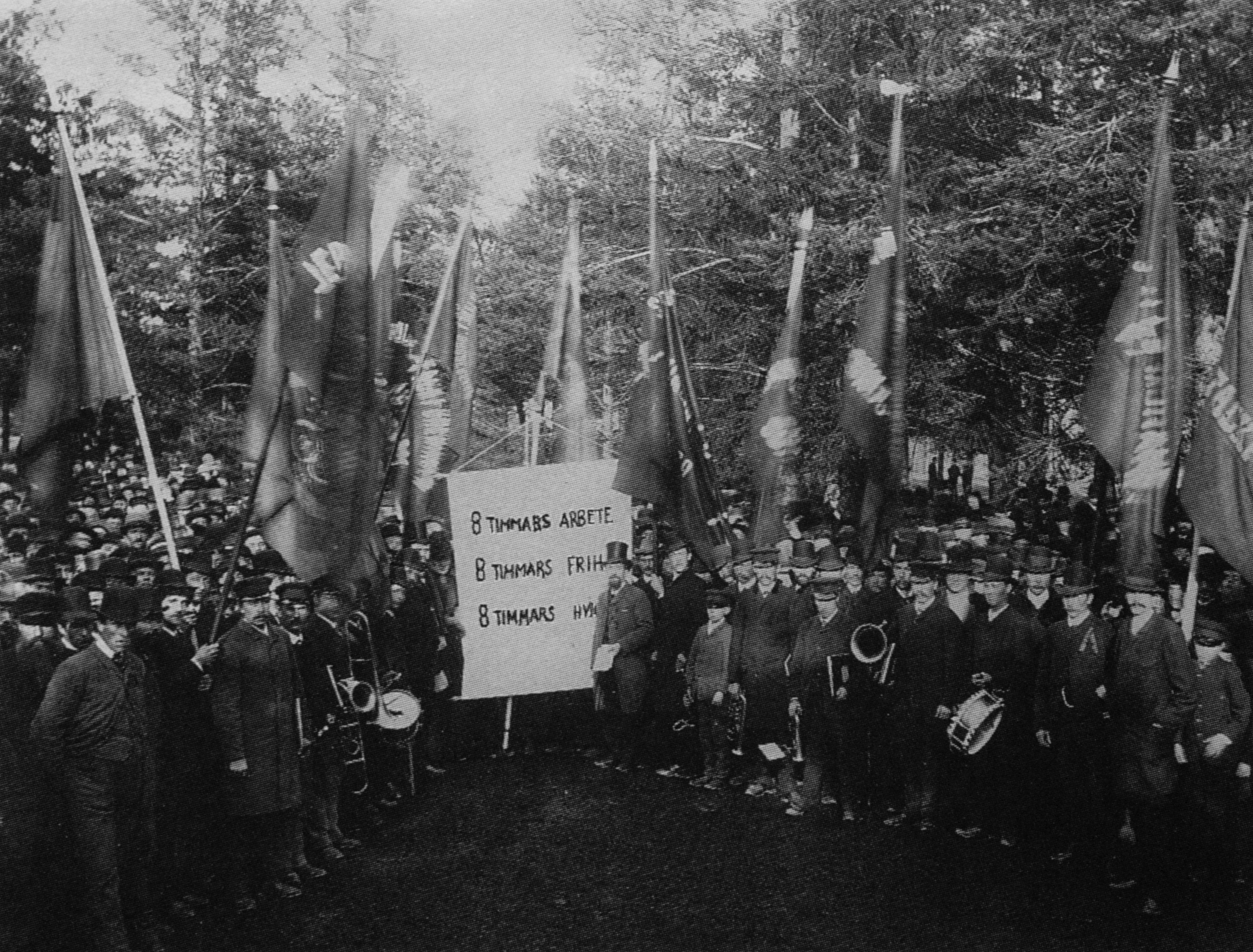
Första maj 1890 i Sundsvall. På skylten står det att läsa "8 timmars arbete, 8 timmars frihet, 8 timmars hvila".

Arbetarrörelsen i Sverige har anor tillbaka till åtminstone 1850-talet, då arbetarna började organisera tidigare spontana hungerupplopp till strejker och därmed började agera som en autonom grupp. Fackföreningar i modern bemärkelse uppkom under 1870-talet. En händelse som brukar ses som central i den tidiga arbetarrörelsen i Sverige är August Palms föreläsning "Hvad vilja Social-Demokraterna?" på hotell Stockholm i Malmö 6 november 1881. Fem år därefter, 1886, bildades Sveriges första fackförbund, Svenska Typografförbundet, och senare samma år Svenska Postmannaförbundet.
Arbetarrörelsen kom snart att delas i en facklig och en politisk del. Central för den fackliga rörelsen är Landsorganisationen, ofta förkortad LO, som bildades 1898 med syftet att organisera alla fackförbund i en central organisation. Vid sidan av bildades 1889, främst av fackföreningar, Sveriges socialdemokratiska arbetareparti (SAP). Så kallad kollektivanslutning av fackföreningsmedlemmar till Socialdemokraterna skapade nära band mellan organisationerna. Dessa två organisationer har alltsedan 1900-talets inledning dominerat arbetarrörelsen i Sverige, och i mångt och mycket även det allmänna politiska och fackliga klimatet.  Ibland räknas även den konsumentkooperativa rörelsen in i arbetarrörelsen, då den tillsammans med den fackliga och politiska grenen benämns arbetarrörelsens "tre ben". Tillsammans med närstående organisationer såsom Arbetarnas bildningsförbund (ABF), hyresgästföreningen och bostadskooperativa HSB kom de att dominera organisationssverige och bidra till att etablera en socialdemokratisk hegemoni i det svenska samhället.
Från 1930-talet har SAP varit det i särklass mest inflytelserika politiska partiet i Sverige. Centralt för dess inverkan på det svenska samhället är företeelser som den svenska modellen, folkhemmet och miljonprogrammet men även en i förhållande till den tidiga rörelsen avtagande arbetarinriktad kritik mot monarkin och kapitalismen. Landsorganisationen har organiserat den övervägande majoriteten av alla fackligt anslutna arbetare, även om det syndikalistiska Sveriges Arbetares Centralorganisation periodvis kunnat utmana organisationens dominerande ställning. Liberala, vänstersocialistiska och kommunistiska grenar har funnits inom arbetarrörelsen men de har aldrig på allvar hotat den socialdemokratiska dominansen.

## Utveckling

### Tidig organisering
Uppkomsten av en svensk arbetarklass skedde i samband med den industriella revolutionen. Denna kom till Sverige i mitten av 1800-talet och märktes tydligast inom sågverksindustrin. För att spåra uppkomsten av arbetarrörelsen i Sverige behöver man emellertid undersöka när denna klass började organisera sig själv och agera som en gemensam grupp.
Redan före den moderna arbetarklassens framväxt fanns det i Sverige organisationer som slöt samman människor av samma yrkeskategori. I samband med införandet av näringsfrihet år 1846 kan skråväsendet betraktas som upplöst i Sverige (även om vissa smärre begränsningar levde kvar till 1864). Under skråtiden hade gesäller organiserat sig i så kallade gesällsällskap. Många av dessa sällskap kvarstod efter avskaffandet av skråväsendet, främst som sjuk-, begravnings- och reshjälpskassor, som senare utvecklades till renodlade arbetslöshetskassor. En annan form av tidig organiseringsform var de så kallade hundramannaföreningarna, där hundra personer ingick ett ömsesidigt kontrakt som förpliktigade parterna att bistå varandra vid skador eller sjukdom.
En kortlivad företeelse var uppkomsten av arbetareföreningar. Den första av dessa var Stockholms Arbetareförening (1850), tidigare Skandinaviska Sällskapet (1847) som i sin tur var resultatet av en utbrytning från Stockholms Bildningscirkel. Strax efteråt bildades liknande föreningar i större städer som Göteborg, Malmö och Lund. Tanken bakom dessa föreningar måste ses mot bakgrund av det faktum att andelen medborgare med rösträtt i politiska angelägenheter var mycket begränsad vid tidpunkten. Genom arbetareföreningarna skulle arbetarna förädlas, förbättras och bildas så att de därigenom blev mogna att dels hjälpa sig själva och dels få tillträde till den politiska arenan. Dessa föreningar dog emellertid ut i slutet av 1950-talet. En föreslagen orsak till detta är att de grundade sig på ett "ovanifrånperspektiv".
Dessa arbetareföreningar ska dock inte förväxlas med en annan därpå följande rörelse, som tog över namnet arbetareförening. Det utmärkande för dessa föreningar var att deras medlemmar utgjordes av både arbetare och personer från borgarklassen, och därmed syftade till ett vänskapligt samarbete mellan klasserna snarare än självständig organisering. Dessa föreningar var i förhållande till andra delar av arbetarrörelsen dessutom mer positivt inställda till fosterlandskärlek, maskulinitet och rentav kapitalism. Denna andra våg av "arbetareföreningar" dog ut under 1880-talet.

### Moderna fackföreningar

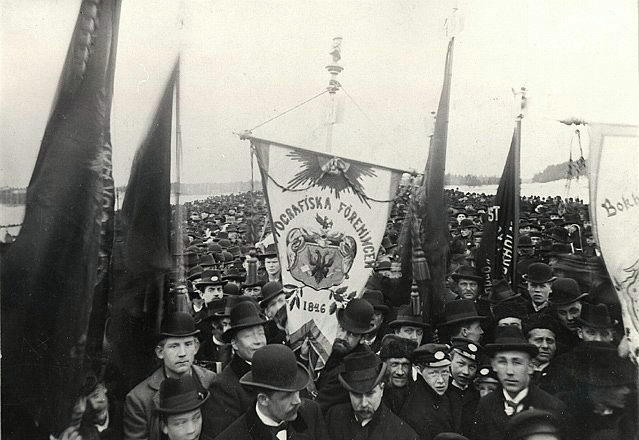
Första maj-demonstration i Stockholm 1899

I Sverige uppkom de första fackföreningarna i modern bemärkelse under 1870-talet. Ibland räknar man emellertid Typografiska föreningen, bildat redan 1846, som Sveriges första fackförening. Dessa föreningar var i vilket fall som helst uppbyggda kring yrkeskategorier, så att arbetare inom samma yrke slöt sig samman i en gemensam förening. Efterhand växte samarbeten fram mellan fackföreningar inom samma industri och fackförbund bildades. Karaktäriserande för fackförbund är att de organiserar arbetare inom samma industriområde, snarare än utefter specifik arbetsuppgift. Inom LO började man under tidigt 1900-tal att organisera arbetare efter industriförbundsprincipen, det vill säga facktillhörighet på basis av industriområde. Nästa steg i organisationsstrukturen var bildandet av Landsorganisationen, som hade som ambition att sluta samman alla fackförbund i landet. Denna grundades 1898.
Rättsvetaren Axel Adlercreutz har pekat ut en lönelista från 1869 som det första kollektivavtalet i Sverige. Avtalet tillkom i Stockholm efter en strejk bland byggnadsarbetare. Det första rikstäckande avtalet skrevs under 1901 och gällde för typografer. Det första riksavtalet av större betydelse var dock Verkstadsavtalet 1905.

### Storstrejk

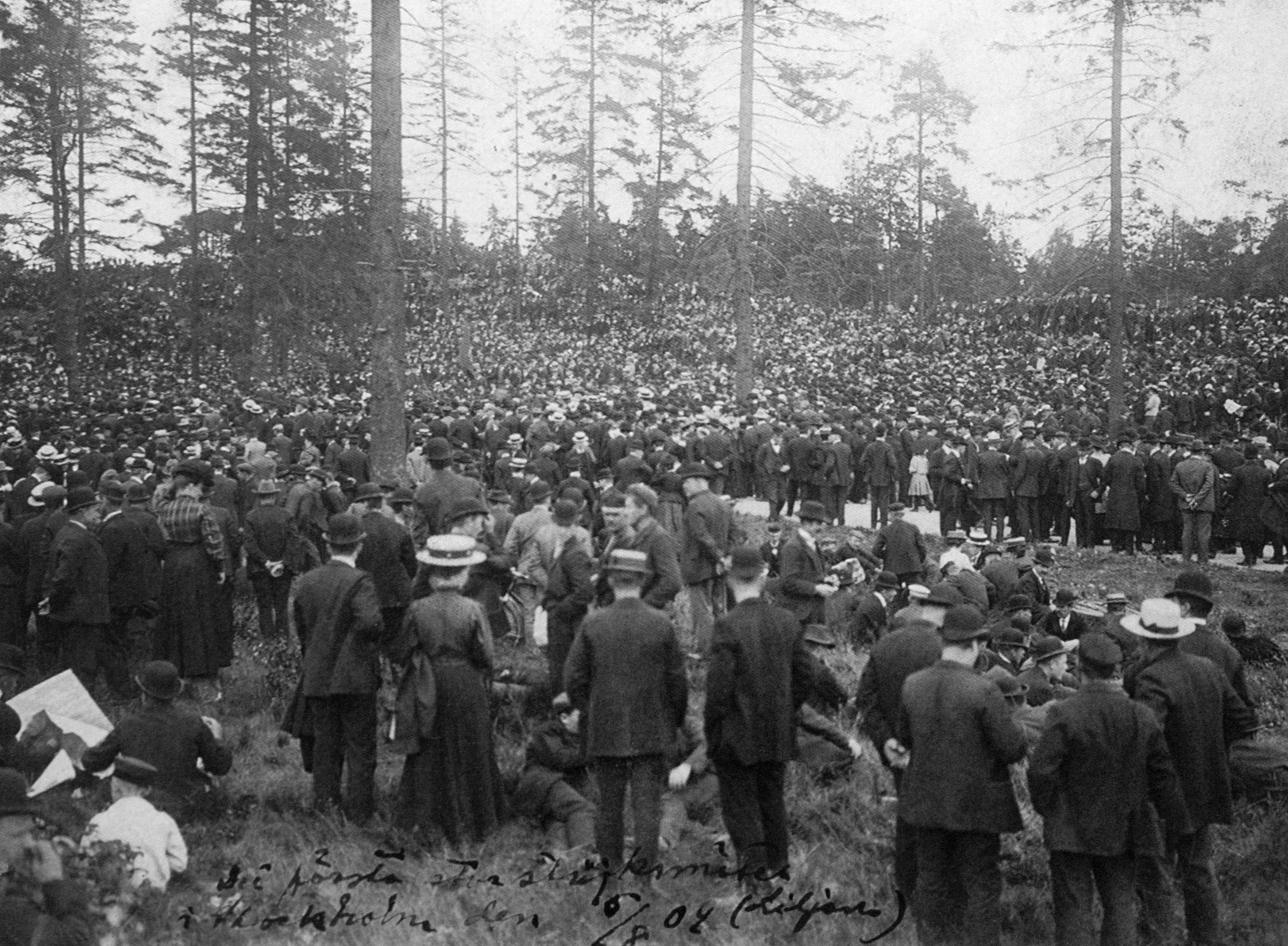
Strejkmöte med 40 000 deltagare under storstrejken 1909. Lill-Jansskogen i Stockholm 6 augusti 1909.

En av de högst prioriterade frågorna inom den tidiga arbetarrörelsen var att införa allmän och lika rösträtt. Denna fråga drevs hårt av både socialister och liberaler, som ofta hade motstridiga uppfattningar om hur målet skulle uppnås. En metod som i allt högre grad framstod som nödvändig inom arbetarrörelsen var en politisk storstrejk, även kallat generalstrejk. Sverige skulle under tidigt 1900-tal uppleva två politiska storstrejker, 1902 och 1909.
Tanken om att genomföra en storstrejk för att sätta press på makthavarna och genomdriva demokratiska reformer fanns långt innan den faktiskt ägde rum. Idén hade internationellt sett funnits inom arbetarrörelsen åtminstone sedan 1830-talet. På SAP:s partikongress 1897 enades man om att storstrejken vore ett effektivt medel, och inställningen till strejken blev än mer positiv efter att socialdemokrater i både Norge och Danmark gett sitt uttryckliga stöd för en sådan. I Sverige hade idén främst stöd hos gräsrotsmedlemmarna, medan ledningen för partiet och styrelsen för LO var något tveksamma. Efter en tid beslutade emellertid båda två att man skulle börja planera inför strejken. I maj 1902 bildades således en storstrejksfond, och kort därefter genomfördes strejken. Totalt sett deltog omkring 115 000 arbetare. Vedergällningen från arbetsköparna blev i vissa fall mycket hård. Av de 1 000 anställda vid AB Separator i Stockholm deltog 825 stycken, och samtliga avskedades. Företaget sattes emellertid i blockad, varefter flera större arbetsköpare i området hotade med lockout, och kompromissen blev att endast de mest pådrivande arbetarna fick lämna sina jobb. Strejken spände förhållandet mellan klasserna och arbetsköparna började snart organisera sig nationellt; i slutet av 1902 bildades således Svenska Arbetsgivareföreningen (SAF). Även om inga direkta framsteg gjordes i termer av utökad rösträtt bidrog strejken dock till att ett mycket moderat lagförslag i frågan från högerns sida avslogs i riksdagen.
Runt åren 1907-1908 inträdde en lågkonjunktur i Sverige och arbetslösheten steg kraftigt. Arbetskonflikterna flerfaldigades och strejkbryteriet ökade. Efter en tid började vissa större arbetsköparna importera strejkbrytare, eller "svartfötter" som de pejorativt kallades av arbetarna, från England. En känd händelse som utspelade sig 1908 var Amaltheadådet. Amalthea var namnet på ett av de fartyg som transporterade och inhyste utländska strejkbrytare, och som vid tidpunkten låg förtöjt i Malmö hamn. Tre ungsocialister, bland andra Anton Nilson, rodde en kväll ut till skeppet med en dynamitbomb, i avsikt att med hjälp av sprängmedel skrämma iväg strejkbrytarna. Aktionen lyckades men dödade (antagligen) oavsiktligt en strejkbrytare som låg och sov precis vid platsen för sprängningen. Två av attentatsmännen dömdes till döden men benådades senare efter massiva protester, först till livstids straffarbete och 1917 till frihet. Av större betydelse var dock storstrejken 1909. 
Efter en rad mindre konflikter beslöt ledningarna för både LO och SAP att genomföra ännu en storstrejk. Strejken följde tätt inpå en allmän lockout från SAF:s sida. Strejken inleddes den 4 augusti och omfattade omkring 300 000 arbetare, en del utanför LO och vissa helt utan facklig organisering. Från LO:s sida hade man hoppats på ett snabbt avgörande genom att regeringen skulle gripa in och medla. Så skedde dock inte, och sinande strejkkassor ledde till att man den 1 september bestämde sig för en återgång till arbetet ,med undantag för arbetare vid SAF-anslutna företag Utgången var ett katastrofalt nederlag för fackföreningsrörelsen, och i synnerhet för LO som tappade hälften av sina medlemmar. De direkta följderna av strejken var att många arbetarfamiljer vräktes från sina bostäder, arbetare förlorade jobben, aktivister svartlistades och många förbjöds att tillhöra någon LO-ansluten fackförening. Många emigrerade till USA och Sydamerika. Ingen formell uppgörelse gjordes förrän 1938, då LO och SAF slöt ett huvudavtal.

### Parlamentariska framgångar

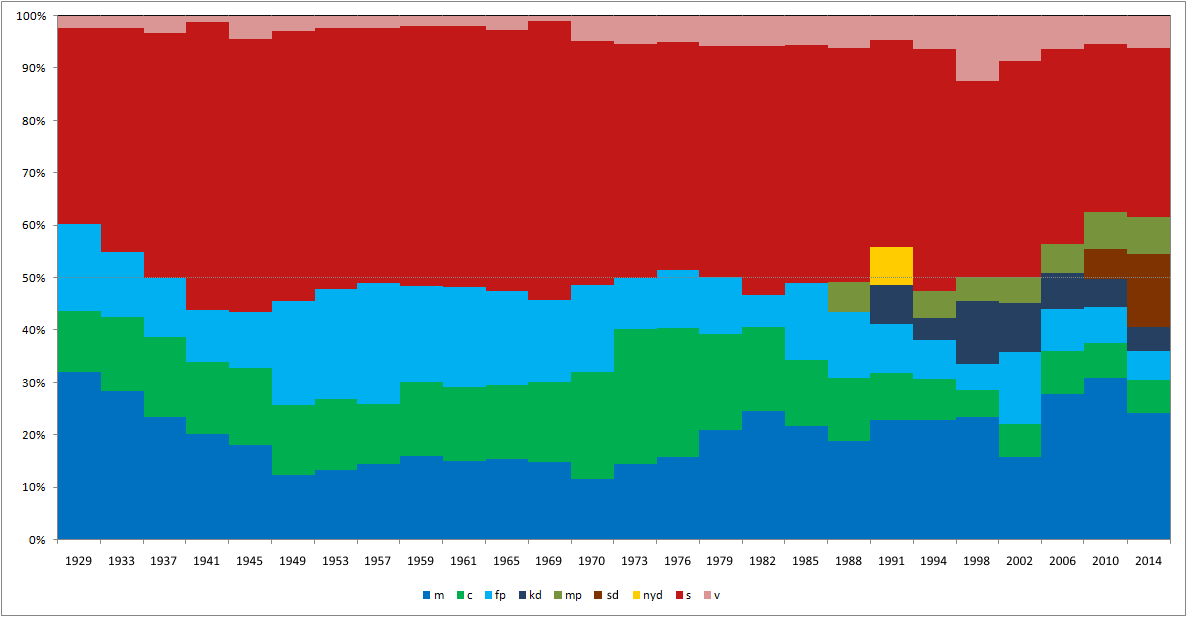
Graf över mandatförhållandena i Sveriges riksdag från 1929 till 2006.

Socialdemokraterna kunde för första gången bilda regering 1920, regeringen Branting I. Den kortvariga minoritetsregeringen satt emellertid endast mellan 10 mars 1920 och 27 oktober 1920. Statsminister var Hjalmar Branting. Under de följande årtiondena steg dock antalet röster på SAP med kulmen 1940 då man erhöll 53,8% av rösterna.
Det traditionella socialdemokratiska partiet upplevde under början av 1900-talet stora interna motsättningar, men även betydelsefullt motstånd vänsterifrån. År 1917 ledde de interna motsättningarna mellan den radikala flygeln och de mer försiktigt lagda inom partiet till en uteslutning av de förra. Den centrala motsättningen var frågan om klasskamp kontra klassamarbete, och den därtill hörande frågan om samarbetet med liberalerna. Vänsterfalangen hade tidigare samlats kring tidningen Stormklockan, ungdomsförbundet (ungsocialisterna) och Zeth Höglund. Motsättningarna rörde enligt vissa inte uteslutande, eller primärt, frågan om reformism kontra revolution. Både Arthur Engberg och Zeth Höglund, två ledande figurer inom vänsterfalangen, försökte före uteslutningen motarbeta kommunisterna. Men i och med att högerfalangen successivt tonade ned talet om klasskamp och öppnade upp för samarbete med borgerligheten blev konflikten brännande. Den ledande socialdemokraten Per Albin Hansson, som senare skulle bli statsminister, började vid det här laget byta ut termer som "klass" mot "folk" och "socialism" mot "demokrati". Även syndikalisterna, som huvudsakligen organiserar sig i Sveriges Arbetares Centralorganisation (SAC), utgjorde en viktig motståndare till ledningen i SAP. Runt 1920 hade SAC drygt 30 000 medlemmar, ett antal som några år senare skulle öka till mellan 35 000 och 40 000, främst bland sten-, gruv-, skogs- och lantarbetare. Även om den radikala flygeln hade stort stöd bland arbetarna, skulle den försiktigare linjen med tiden vinna denna strid. Först på 2000-talet kom SAC att reorganiseras och avsevärt radikaliseras.

#### Socialdemokraterna
Mot bakgrund av högerfalangens relativt sett framgångsrika strategi var 1920 års socialdemokratiska partiprogram radikalt. Här intog klasskampen en central ställning och många av resonemangen kretsade kring klassanalysen av samhället. Bland kraven som framställdes återfinns yttrande- och tryckfrihet, religionsfrihet, förenings- och församlingsfrihet, men även jämställdhet i lagstiftningen, samhälleligt kapitalägande, progressiv beskattning, moderskapsförsäkring och andra försäkringar, kostnadsfri arbetsförmedling, fri in- och utvandring samt en minimiperiod på 36 timmars ledighet per vecka.
Före succévalet 1940 fick SAP följande siffror i riksdagsvalen: 36,2% (1921), 41,1% (1924), 37,0% (1928), 41,7% (1932) och 45,9% (1936). Före den krigstida samlingsregeringen som satt mellan 1939 och 1945, Hansson III, kunde SAP bilda regering vid sex tillfällen: Branting I (1920), Branting II (1921-23), Branting III (1924-25), Sandler (1925-26), Hansson I (1932-36) och Hansson II (1936-39).

#### Kommunisterna
Även kommunisterna rönte en del parlamentariska framgångar, även om deras valresultat inte var i närheten av socialdemokraternas. Den kommunistiska delen av arbetarrörelsen organiserades i ett enda parti efter uteslutningen från SAP 1917, Sveriges socialdemokratiska vänsterparti (SSV), från 1921 Sveriges kommunistiska parti (SKP). En del av SSV levde dock kvar under det gamla namnet, då de motsatte sig SKP:s anslutning till den sovjetiskt dominerade Kommunistiska internationalen. Efter några år återvände dock denna fraktion till SAP.
Före återvändandet till SAP fick SSV följande valresultat: 8,1% (1917), 6,4% (1920) och 3,2% (1921). SKP:s valresultat från bildandet fram till andra världskriget var som följer: 4,6% (1921), 5,1% (1924), 6,4% (1928), 3,0% (1932), 3,3% (1936) och 3,5% (1940).
År 1929 splittrades SKP på nytt, av samma anledning som orsakade den förra splittringen, nämligen förhållandet till Kommunistiska internationalen. De som motsatte sig tillhörandet till internationalen bröt sig loss, men använde fram till 1934 samma namn som den andra delen av partiet. 1934 bytte man emellertid namn till Socialistiska partiet (SP; ej att förväxlas med det år 1969 bildade trotskistiska Socialistiska partiet). År 1944 lades detta parti ned, men fram till dess fick man följande siffror i riksdagsvalen: 5,3% (1932), 4,4% (1936), 0,7% (1940) och 0,2% (1944).

### Andra världskriget och välfärdssamhället
Den 20 december 1938 undertecknades Saltsjöbadsavtalet av LO och SAF. Avtalet, som slog fast en rad riktlinjer för arbetskonflikter och förhållandet mellan arbetare och arbetsköpare i allmänhet, skulle komma att ha stor påverkan på den utveckling av arbetsmarknaden i Sverige som brukar kallas "saltsjöbadsandan". Denna anda karaktäriserades av en samförståndsattityd mellan parterna på arbetsmarknaden, och ett månande om att i så hög grad som möjligt lösa tvister utan statlig inblandning. Ett annat drag var den centralistiska förhandlingsmodellen, där mindre förhandlingar utgår från huvudavtal fattat mellan LO och SAF. Detta centralistiska drag fick utstå kritik från vissa fackförbund som var rädda att det skulle stärka LO:s makt på bekostnad av mindre fackliga enheter. Längst gick Typografförbundet, som hotade att lämna landsorganisationen.
Saltsjöbadsavtalet var inte en isolerad händelse; under 1930-talet lades grunden till det välfärdssamhälle som Sverige skulle utvecklas till under de kommande årtiondena. Efter att man erhållit majoritet i riksdagen genomförde man en rad sociala reformer: 1934 infördes ett statligt stöd till bostadsbyggande och en ny arbetslöshetsförsäkring; 1935 höjdes folkpensionen; 1936 stiftades en särskild lantarbetslag; 1937 införde man en behovsbaserad mödravårdshjälp och statliga bosättningslån och året därefter lagstiftades det om två veckors semester.
I samband med andra världskrigets utbrott bildades en samlingsregering som utgjordes av alla riksdagspartier förutom kommunisterna. Kommunisterna inte bara uteslöts från samarbetet (på grund av deras stöd till ett av de krigförande länderna, Sovjetunionen), de motarbetades även än mer idogt än innan. LO lät exempelvis trycka upp cirkulär 1144 som uppmanade fackförbunden att förhindra att kommunister fick några betydelsefulla poster inom organisationerna. Av mer storpolitisk betydelse var emellertid de allt fler planekonomiska dragen i den svenska ekonomin under världskriget, någonting som studerades och påverkade även efterkrigsekonomin. Fackföreningsrörelsen såg i allmänhet positivt på utvecklingen mot en i högre grad samhälleligt styrd ekonomi. Hädanefter skulle "industriell ekonomi" vara en ledande paroll inom arbetarrörelsen.

### Efterkrigstiden

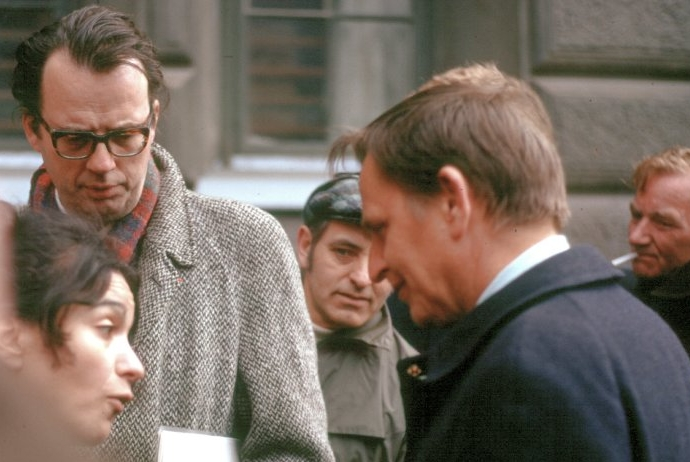
Olof Palme var ordförande i socialdemokraterna och Sveriges statsminister då han mördades i Stockholm 1986.

Parallellt med den politiska omvandlingen som inletts i början av 1930-talet genomgick även de fackliga organisationerna en förändringsfas, där den (kaynesianska) "solidariska lönepolitiken", var den mest betydelsefulla komponenten. Denna fackliga strategi, som formulerades i början av 1950-talet, gick ut på att den fackliga rörelsen enades om en gemensam lönenivå, som fick som konsekvens att anställda i högproduktiva företag höll tillbaka sina lönekrav medan anställda i lågproduktiva företag kunde höja sina löner. Grundtanken var att lika arbete skulle ge lika lön oavsett inom vilken bransch arbetet utfördes inom. Detta strategival ägde rum i samband med en allmän politisering av fackföreningsrörelsen. Kalla kriget påverkade arbetarrörelsen både i Sverige och internationellt. Fackliga världsfederationen som bildades efter krigsslutet splittrades efter bara några år, då en rad icke-kommunistiska fackliga organisationer lämnade federationen och bildade Fria fackföreningsinternationalen. Bland dessa återfanns i Sverige LO.
Under 1950- och 1960-talen upplevde Sverige en explosionsartad ekonomisk tillväxt med låg inflation och ett BNP som växte med 3-4 procent per år. Arbetslösheten var rekordlåg och snart uppstod arbetsbrist; detta fick som följd att arbetskraftsinvandringen till Sverige ökade. Fackföreningsrörelsen ställde sig inledningsvis kritisk till denna ökade arbetskraftsinvandring, främst av rädsla för att den nya arbetskraften inte skulle organisera sig fackligt och därmed försvåra kampen för högre löner och bättre villkor. Under de så kallade "rekordåren" förblev dock sysselsättningsgraden hög och de svenska socialdemokraterna blev, tillsammans med sina nordiska motsvarigheter, förebilder för den reformistiska arbetarrörelsen i Västeuropa. Detta kan jämföras med den sydeuropeiska arbetarrörelsen som under samma tid radikaliserades och tappade i inflytande.
Socialdemokraterna och fackföreningsrörelsen hade redan 1944 antagit ett efterkrigsprogram som utarbetats av "Arbetarrörelsens kommitté för efterkrigsplanering". Kommittén bestod av representanter från det socialdemokratiska partiet och dess ungdoms- och kvinnoförbund. Programmet, som även kallades "De 27 punkterna", hade tre huvudsakliga delar: 1) full sysselsättning, 2) rättvis ekonomisk fördelning och höjd levnadsstandard samt 3) större effektivitet och demokrati inom näringslivet. Vid krigsslutet var man rädd att omställningen från krigs- till fredsproduktion skulle medföra högre arbetslöshet och programmet syftade till att motverka den risken. Lösningen bestod förenklat av en utökad planhushållning, men de planerade åtgärderna genomfördes bara delvis då ekonomin utvecklades annorlunda än man föreställt sig under kriget.
Den goda ekonomiska tillväxten höll i sig fram till 1970-talets början, och dess stagnation skulle även få politiska konsekvenser. Av betydelse för denna förändring av utvecklingen var bland annat oljekrisen 1973. I riksdagsvalet 1976 förlorade socialdemokraterna med Olof Palme i spetsen regeringsmakten till de borgerliga partierna. Mot bakgrund av det socialdemokratiska partiets långa regeringsinnehav från början av 1930-talet var detta någonting som fick stor uppmärksamhet, även om de borgerliga partierna förlorade valet 1982 då Olof Palme återigen kunde bilda regering. Valet 1976 var dock början på en ny period i svensk politik då makten växlat mellan den borgerliga sidan och socialdemokraterna med stödpartier.
I mitten av 1970-talet visade sig de första tecknen på splittring mellan fackföreningsrörelsen och socialdemokraterna. Rent konkret rörde det sig om det av LO utarbetade förslaget om löntagarfonder. Tanken bakom löntagarfonderna var att på allvar utmana ägandefrågan inom företagen. De övervinster som uppkom hos företag där arbetarna hållit tillbaka sina lönekrav — som ett resultat av den solidariska lönepolitiken — skulle placeras i fonder ägda av arbetarna. Detta skulle komplettera den arbetsrättsliga lagstiftningen och ge de anställda ett verkligt inflytande i arbetslivet. Förslaget antogs av LO:s kongress 1976, men från socialdemokratiskt håll var man inte lika förtjust i idén. Även de borgerliga partierna och näringslivet gjorde starkt motstånd, och det ursprungliga förslaget kunde aldrig genomföras.

### Kalla krigets slut
1990-talets första år markerade en ny era inom den internationella politiken då Sovjetunionen rasade samman och det kalla kriget tog slut. Detta förändrade helt förutsättningarna för det nordiska socialdemokratiska välfärdsprojektet. Den "tredje väg" man försökt vandra på hade plötsligt förlorat en av sina konkurrenter i sovjetkommunismen. Nu återstod endast en till synes rå kapitalism att förhålla sig till, och det globala kapitalet började ställa allt hårdare krav på politiska förändringar.
Åren 1991-1994 styrdes Sverige återigen av en borgerlig regering, och sedan år 2006 styrs landet av en valplattform kallad Allians för Sverige. Valframgångarna består till stor del av Moderata samlingspartiets ökade stöd. Partiet genomgick under Fredrik Reinfeldt en förnyelseprocess som bland annat bestod i att man kallade sig för "de nya moderaterna" och "arbetarparti" och mer tydligt betonade vikten av en hög sysselsättningsgrad, en klassisk socialdemokratisk kärnfråga. Den borgerliga regeringen har fått utstå kraftig kritik från fackföreningsrörelsen, inte minst efter regeringens beslut att höja a-kasseavgifterna.

## Barnarbete
I likhet med förhållandena i andra länder var barnarbete ett utbrett fenomen under den tidiga industrialiseringen i Sverige. Det var i stort sett uteslutande barn från arbetarklassen, småbönderna och de icke-egendomsägande lantarbetarna som användes i detta syfte. Även om barnen själva knappast tog en aktiv del i arbetarrörelsens politiska och fackliga verksamhet, spelade det faktum att de användes i produktionen en stor roll för denna. Vid sidan av de påtryckningar som (under den tidiga industrialiseringen) utövades av fabriksägare och företagsledningar för att kunna utnyttja barnen som arbetskraft, motsatte sig även stora delar av arbetarklassen en begränsning av barnarbetet. Under ett möte som hölls vid Stockholms Arbetareförening 1876 protesterade exempelvis de flesta närvarande mot en föreslagen begränsning av barnarbetet. Detta motstånd har sin orsak i att levnadsförhållandena var mycket svåra för de fattigare skikten av det svenska samhället; de låga lönerna gjorde ofta att familjer tvingades låta sina barn arbeta när de hade förmågan.
Ett mer indirekt motstånd mot barnarbete fanns emellertid inom arbetarrörelsen, nämligen i strävan efter förbättrade levnadsförhållanden som skulle göra det till en reell ekonomisk möjlighet att låta barnen vara hemma (eller gå i skola). De tidigaste exemplen på krav om barnarbetets avskaffande inom arbetarrörelsen torde vara August Palms passage i sin programförklaring från 1882 om att hälsovådligt industriellt barnarbete skulle förbjudas, samt socialdemokratiska partiets från och med år 1886 gällande krav om förbud av fabriksarbete för barn under fjorton år.
Det har presenterats olika förklaringar till varför barnarbetet i Sverige så småningom avtog för att slutligen förbjudas. En populär äldre förklaring angav den kapitalägande klassens anammande av humanistiska ideal som främsta orsak till detta. Historikern Torsten Gårdlund skrev sålunda i Industrialiseringens samhälle (1955), att det "ännu funnos företagare som inte nåtts av humanitära idéer, men de stora fabriksägarna hade sannolikt en sådan bildning och sådan närhet till tidens idéer, att de kunde missbruka barnens arbete blott genom att förhärda sig". Modernare förklaringar pekar på den tekniska utveckling som med tiden gjort barnarbetet alltmer överflödigt. Allteftersom maskinerna, främst inom textilindustrin, blev mer avancerade automatiserades de enkla funktioner som tidigare hade skötts av barn. Det var framförallt bruksindustrierna och sågverken som relativt långt fram i tiden fortfarande hade stor nytta av barnarbetet.

### Litteratur

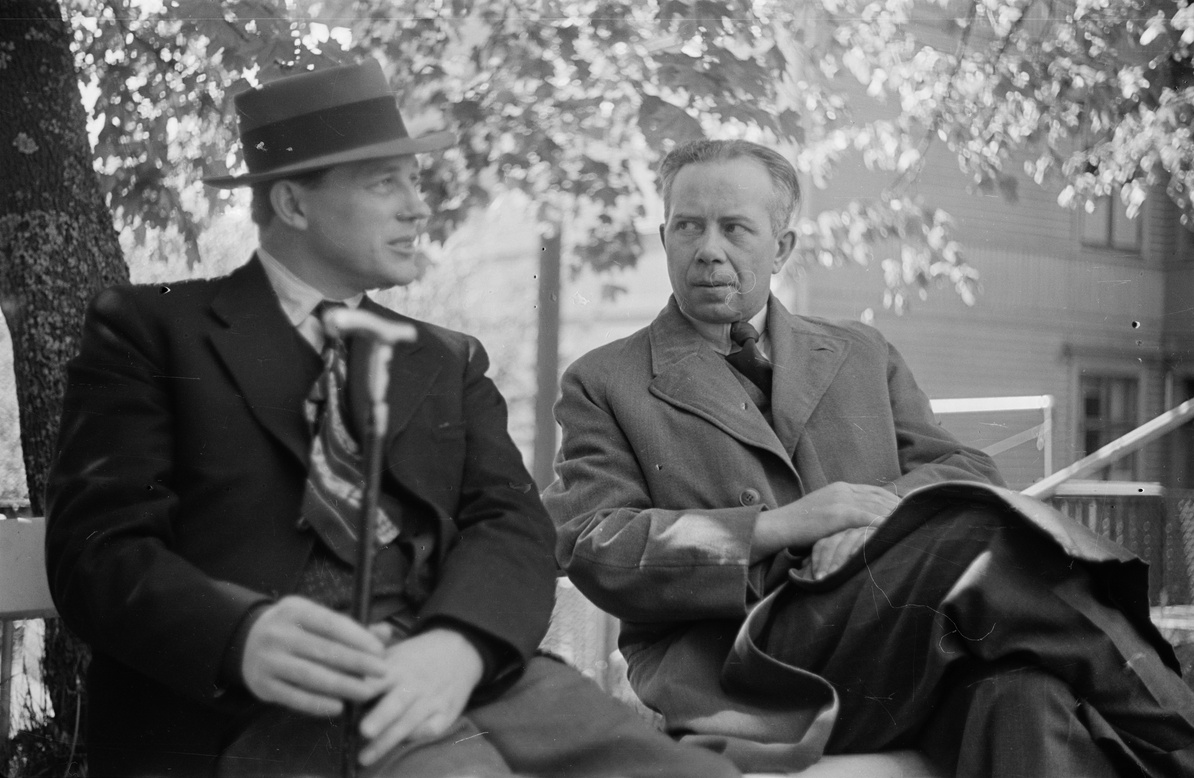
Harry Martinson och Ivar Lo-Johansson.

## Arbetarrörelsen och kultur

### Film
Den framväxande arbetarlitteraturen fick sitt genombrott ungefär samtidigt som det nya filmmediet slog igenom. Under 1940-talet filmatiserades således flera arbetarförfattares verk. År 1941 visades Söderpojkar för första gången; en film baserad på Erik Asklunds roman Fanfar med fem trumpeter. 1943 hade Kungsgatan premiär, och 1949 Bara en mor, både baserade på romaner av Ivar Lo-Johansson. 1948 utkom även Lars Hård, baserad på ett verk av Jan Fridegård. Josef Kjellgren berörde spanska inbördeskrigets påverkan på arbetarrörelsen i Sverige i romanen Okänd svensk soldat från 1938, där besättningen på ett fartyg förhindrar kaptenen från att leverera vapen till den fascistiska sidan i kriget. Romanen filmatiserades 1948 av den kanske mest betydelsefulla regissören inom arbetarrörelsen, Hampe Faustman, med titeln Främmande hamn.
Filmmediet användes även i mer direkt politiskt syfte av arbetarrörelsens olika organ. SAP spelade in sin första valfilm 1928, Ditt land är ditt. Många fackförbund spelade även in egna spelfilmer. Man bildade även egna filmbolag, som Filmo och Nordisk Tonefilm. Bland senare års inflytelserika arbetarregissörer märks bland andra Bo Widerberg, som bland annat riktat uppmärksamheten mot fackföreningsmannen Joe Hill och ådalshändelserna, den förra i en film med samma namn och den senare i Ådalen 31.

### Teater
Även inom teatern har arbetarrörelsen gjort sig hörd genom filmatiserade arbetarromaner, uppsättningar om arbetarrelaterade händelser och genom arbetarförfattares egna dramer. Bland de tidigare exemplen på sådan verksamhet märks Rudolf Värnlunds pjäser, dramatiseringarna av Per Anders Fogelströms romansvit om Staden, Birger Normans drama om ådalshändelserna i Sol vad vill du av mig och dramatiseringar av Moa Martinsons verk Kyrkbröllop och Kvinnor och äppelträd. 1970-talet upplevde en vänstervåg inte minst inom teaterns område. Då bildades en rad teatergrupper som Fria Pro, Friteatern, Narren, Turteatern, Nationalteatern, Skånska teatern och Oktober.
Bland senare tids teaterverksamhet märks bland annat regissören Arne Anderssons regi av Pionjärerna, som spelades upp av metallarbetare i Surahammar.

## Centrala frågor

### Klasskamp kontra samförstånd
En tvistefråga som präglat arbetarrörelsen i stort alltsedan begynnelsen har varit huruvida arbetet bör ske i enlighet med klasskampens tankegångar eller om man bör söka samarbete mellan klasserna. I stadgarna till en av Sveriges tidiga fackföreningar, snickeriarbetareföreningen, kunde man exempelvis läsa att "Föreningen söker inordna den industriella ekonomin, tillse såväl yrkets som arbetarnas och arbetsgivarnas sanna intressen...". I och med socialismens genombrott inom fackföreningsrörelsen kom emellertid istället klasskampen att betonas.

### Facklig och politisk handling

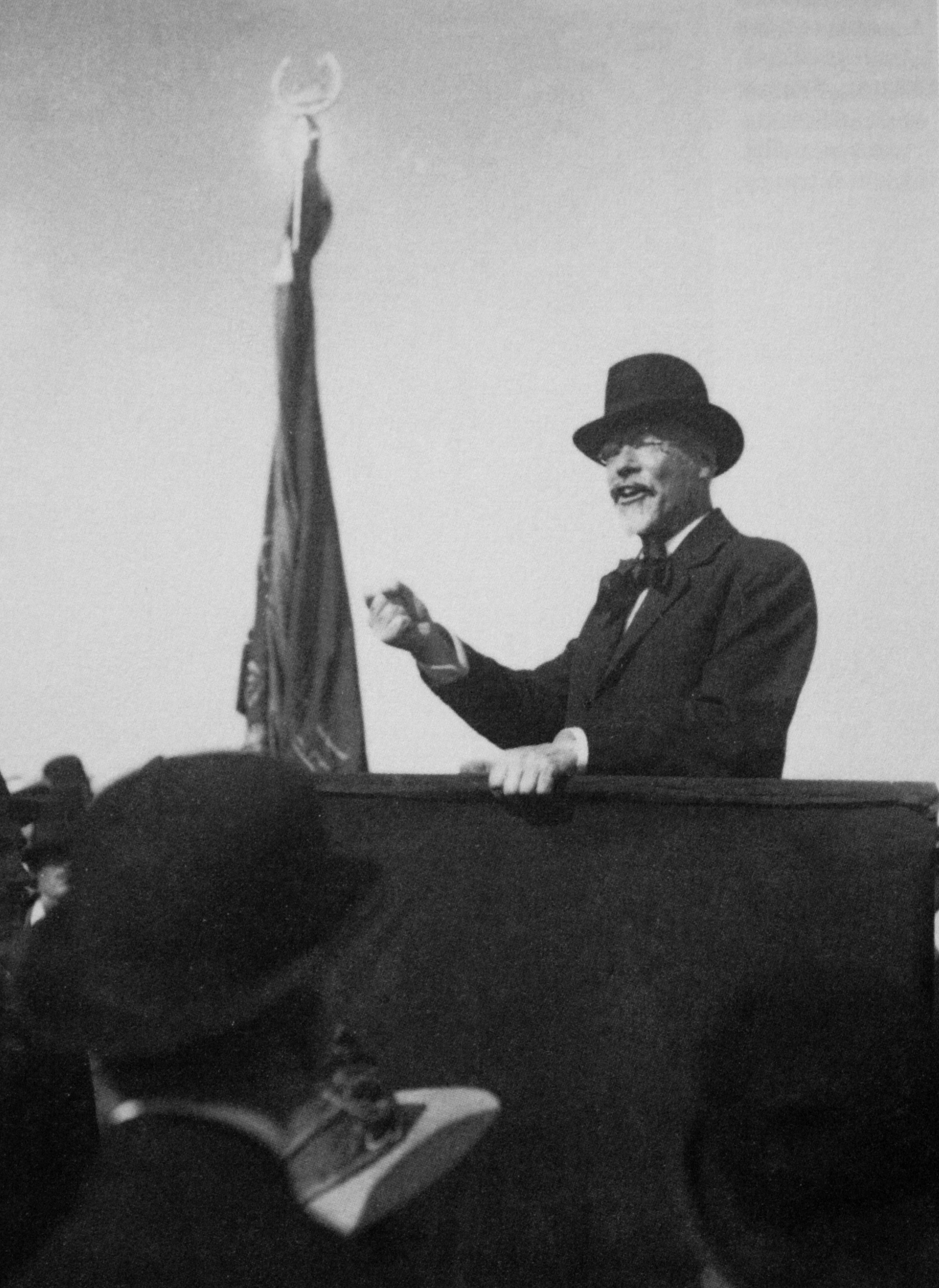
Hinke Bergegren (1861-1936), en av de mest framträdande anarkisterna inom arbetarrörelsen i Sverige.

Även om 1900-talets arbetarrörelse präglades av en gemensam kamp mellan fackföreningsrörelsen och de politiska arbetarpartierna fanns och finns det olika åsikter om vilken av dessa som bör prioriteras, eller rentav helt bör uppta all koncentration. Internationellt sett kom denna meningsskiljaktighet för första gången i tydligt uttryck under Första internationalen, där det frihetliga antistatliga lägret lett av den ryske anarkisten Michail Bakunin hamnade i konflikt med de som ansåg att det socialistiska samhället skulle nås genom erövrandet av statsapparaten. Den senare sidan kom med tiden att ta hem striden och anarkisterna uteslöts.
Sverige upplevde liknande konflikter mellan anarkister och andra parter. Dessa motsättningar kulminerade under 1908 års kongress i SAP, då den anarkistiska flygeln med bland andra Hinke Bergegren uteslöts ur partiet. Omröstningen bland partimedlemmarna som hade hållits dessförinnan visade att 20 000 hade röstat för en uteslutning, medan 8 000 röstade emot.
Efter storstrejken 1909 bildades Sveriges arbetares centralorganisation, en syndikalistisk organisation som avvisade arbete genom statsapparaten och istället förordade facklig kamp på gräsrotsnivå. Organisationen bildades 1910 på initiativ av bland andra Albert Jensen och fick redan från början flera tusen besvikna medlemmar från SAP och LO. Syndikalismen fick emellertid sitt definitiva genombrott i Sverige i slutet av första världskriget, till stor del på grund av SAP och LO:s agerande under kriget.

### Reformism kontra revolution
Ytterligare en viktig skiljelinje, såväl internationellt som i Sverige, var den mellan reformister och revolutionärer, vilket kom att medföra en splittring 1917. Konflikten handlade om det socialdemokratiska ungdomsförbundets (SDUF) tilltagande kritiska inställning till partiledningen och dess inställning i frågan om antimilitarism och internationalism under första världskriget. Konflikten kom att mynna ut i den så kallade munkorgsstadgan och det ultimatum som ställdes mot SDUF. Den socialdemokratiska partiledningen krävde en lojalitetsförklaring från Socialdemokratiska ungdomsförbundet. Samtidigt som partiet ställt ett ultimatum mot ungdomsförbundet underkände SDUF delvis partiledningens skrivning och riktade samtidigt skarp kritik mot partiets riksdagsgrupp, vilken SDUF menade brutit mot partiets program och socialismens principer. I och med SDUF:s svar på partiledningens krav var partisplittringen oundviklig. Konflikten ledde fram till bildandet av Sveriges socialdemokratiska vänsterparti, idag Vänsterpartiet.

## Centrala händelser

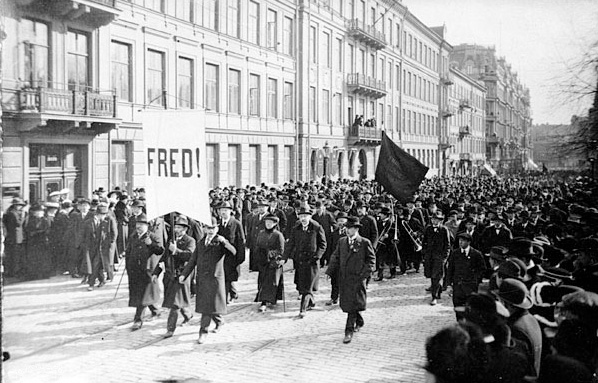
Första maj-demonstration i Stockholm 1917.

- 1847 Den första vänsterradikala skriften, Om proletariet och dess befrielse genom den sanna kommunismen trycks i Sverige av Per Götrek
- 1870-talet De första fackföreningarna i Sverige bildas[50]
- 1879 Sundsvallsstrejken
- 1881 August Palm håller sitt berömda tal "Hvad vilja Social-Demokraterna?"
- 1881 En förordning träder i kraft som reglerar barnarbete
- 1889 SAP grundas
- 1890 Tiotusentals arbetare demonstrerar för första gången på första maj
- 1898 LO grundas
- 1908 Den anarkistiska flygeln med Hinke Bergegren utesluts ur SAP
- 1908 Amaltheadådet
- 1909 Storstrejken
- 1910 SAC Syndikalisterna grundas
- 1912 Arbetarnas bildningsförbund grundas
- 1914 Första världskriget bryter ut vilket splittrar den internationella arbetarrörelsen
- 1916 Arbetarfredskongressen i Stockholm och "förräderiprocessen"
- 1917 SAP splittras i en revolutionär och en reformistisk del och Vänsterpartiet grundas
- 1917 Hunger- och militärdemonstrationerna 1917, Junikravallerna 1917
- 1919 Allmän och lika rösträtt införs
- 1928 Arbetsdomstolen inrättas
- 1931 Ådalshändelserna
- 1932 Socialdemokraterna bildar regering och leder alla regeringar fram till 1976
- 1938 Saltsjöbadsavtalet skrivs under
- 1945 Metallstrejken utbryter
- 1949 Arbetarskyddsstyrelsen och skyddsombud på arbetsplatserna inrättas
- 1969 LKAB-konflikten
- 1970 KFML(r) (numer Kommunistiska Partiet) bildas
- 1973 IB-affären avslöjar åsiktsregistrering av politiska aktivister till vänster om socialdemokraterna
- 1974 Lagen om anställningsskydd träder i kraft
- 1975 Skogsarbetarstrejken 1975
- 1978 Arbetsmiljölagen träder i kraft
- 1980 Storkonflikten 1980
- 1982 Lagen om anställningsskydd revideras
- 1983 Strid om Löntagarfonderna, modifierade fonder införs
- 1991 Löntagarfonderna avskaffas
- 1995 Sverige går med i EU vilket orsakar stora slitningar inom arbetarrörelsen
- 1997 Industriavtalet ingås av industrins parter, varefter industrins löneökningar blir riktningsgivande för hela arbetsmarknaden. Industrins "märke" får en normerande roll, den så kallade industrinormen
- 2007 LO förlorar 130 000 medlemmar[51] till följd av slopad skattereduktion för avgifter till fackföreningar och a-kassor samt kraftigt höjda avgifter till a-kassorna[52]
- 2022 Nytt huvudavtal som undertecknas av Svenskt Näringsliv, PTK, LO, IF Metall och Kommunal.[53]

## Organisationer knutna till arbetarrörelsen
En stor del av arbetarrörelsens inflytande på samhället kom genom den uppsjö av organisationer som folk var engagerade i. Det stora antalet organisationer resulterade i att många människor levde stora delar av sitt liv i inom arbetarrörelsen.
Nedan följer nutida och historiska organisationer kopplade till arbetarrörelsen. 
| Partier                      | Tidningar | Reproduktion            | Fackliga organisationer                | Fritid                    | Utbildning                               |
| ---------------------------- | --------- | ----------------------- | -------------------------------------- | ------------------------- | ---------------------------------------- |
| Socialdemokraterna (Sverige) | Arbetet   | Hyresgästföreningen     | Landsorganisationen i Sverige          | Folkets Hus och Parker    | Arbetarnas bildningsförbund (Sverige)    |
| Vänsterpartiet               | Flamman   | Kooperativa Förbundet   | Sveriges Arbetares Centralorganisation | Arbetarnas idrottsförbund | Arbetarrörelsens arkiv och bibliotek     |
|                              |           | Solidar                 |                                        | Folkets Bio               | Arbetarrörelsens folkhögskola i Göteborg |
|                              |           | Verdandi (organisation) |                                        | Sagostundsföreningen      | Albins folkhögskola                      |
|                              |           |                         |                                        | Unga Örnar                | Västerås Bergslagens folkhögskola        |
|                              |           |                         |                                        |                           | Brunnsviks folkhögskola                  |
|                              |           |                         |                                        |                           | Framnäs folkhögskola                     |
|                              |           |                         |                                        |                           | Långholmens folkhögskola                 |
|                              |           |                         |                                        |                           | Malmö folkhögskola                       |
|                              |           |                         |                                        |                           | Marieborgs folkhögskola                  |
|                              |           |                         |                                        |                           | Medlefors folkhögskola                   |
|                              |           |                         |                                        |                           | Runö folkhögskola                        |
|                              |           |                         |                                        |                           | Sunderby folkhögskola                    |
|                              |           |                         |                                        |                           | Viskadalens folkhögskola                 |
|                              |           |                         |                                        |                           | Ädelfors folkhögskola                    |